# Telč
Telč (nemško Teltsch) je mesto pri Jihlavi v južni Moravski, Češka republika. Ustanovljeno je bilo v 13. stoletju kot kraljeva trdnjava na križišču živahnih trgovskih poti med Češko, Moravsko in Avstrijo. 
Med največje mestne znamenitosti spadata renesančni grad iz 17. stoletja s parkom v angleškem slogu  in  glavni mestni trg z lepo ohranjenimi renesančnimi in baročnimi hišami z visokimi pročelji in arkadami. Mesto je od leta 1992 na Unescovem seznamu svetovne kulturne dediščine. Približno do leta 2000 je bil avtomobilski promet na trgu prepovedan, potem pa so se predpisi sprostili in trg  se je pretvoril v parkirišče. 
Gotski grad je bil zgrajen v drugi polovici 14. stoletja. Na kocu 15. stoletja so bile  grajske fortifikacije okrepljene. Zgrajen je bil tudi nov vhodni stolp. Sredi 16. stoletja grad ni več ustrezal željam njegovih lastnikov in Zahariáš Hradeški ga je prezidal v renesančnem slogu. Leta 1553 so bili v pritličju obnovljeni oboki, fasada se je okrasila  grafiti, bivalni prostori pa s štukaturami in poslikavami. S protireformacijo so v mesto prišli jezuiti, ki so leta 1666-1667 po načrtih Domenica Orsija  zgradili cerkev Jezusa Kristusa. Marijin steber in vodomet sredi trga sta iz 18. stoletja.
- Galerija
- Telški grad
- Telški grad, prvo dvorišče
- Telški grad,  poročna dvorana
- Telč
- Telš z zvonika cerkve sv. Jakoba
- Hiše glavnem trgu
- Grafiti na hišah na glavnem trgu
- Glavni trg
- Glavni trg

## Pobratena mesta
- Belp, Švica
- Figeac, Francija
- Rothenburg ob der Tauber, Nemčija
- Šala, Slovaška
- Waidhofen an der Thaya, Avstria
- Wilber, Nebraska, Združena države Amerike